# Credito formativo universitario
Il credito formativo universitario (in acronimo CFU) è una modalità utilizzata nelle università italiane per misurare il carico di lavoro richiesto allo studente per il conseguimento di un diploma di laurea.
Costituiscono una semplificazione riguardo al riconoscimento di esami sostenuti in altre università italiane o europee (ad esempio nell'ambito del programma Erasmus) e sono trasferibili attraverso il sistema ECTS (in inglese: European Credit Transfer System).

## Storia
Con la riforma Berlinguer, emanata sulla scia delle innovazioni introdotte dalla riforma Bassanini prima e dal processo di Bologna poi, vennero introdotti ai sensi del decreto del MUR Decreto 3 novembre 1999, n. 509 i Crediti Formativi Universitari (CFU) per favorire lo spostamento all'interno del sistema, acquisibili anche mediante attività lavorative o professionali. Le modalità di acquisizione sono state poi modificate da alcuni decreti ministeriali emanati il 16 marzo 2007 durante il governo Prodi II.
La legge 30 dicembre 2010, n. 240, nell'ambito della riforma Gelmini, ha posto poi un tetto massimo alla riconoscibilità di crediti derivanti da esperienze extra accademiche. Per gli studenti in scambio, l'università ospitante deve scegliere se assegnare il voto equivalente più basso, medio o più alto possibile.

## Descrizione generale
Ad ogni esame universitario è associato un certo numero di CFU;  un singolo CFU è pari a 25 ore di impegno dello studente. Ciascun anno accademico consta di 60 crediti formativi. Per conseguire la laurea triennale occorrono 180 CFU; per la laurea magistrale 120 (mentre l'anteriormente denominata "laurea specialistica" constava di 300 crediti formativi compresi quelli riconosciuti all'accesso e quelli recuperati relativi a eventuali debiti formativi). I diplomi di laurea magistrale a ciclo unico come ad esempio Medicina e Chirurgia o Giurisprudenza invece ne richiedono rispettivamente 360 e 300.
Delle 25 ore una quota variabile (in relazione alle tabelle di classe dei corsi di laurea e a quanto deliberato dagli organi collegiali competenti per i singoli corsi di studio), ma mai inferiore al 50% (salvo casi particolari rappresentati da attività a elevato contenuto sperimentale o pratico: vedi ad esempio tirocini e laboratori), è riservata allo studio individuale. La restante quota è rappresentata da lezioni frontali, esercitazioni in aula, seminari, cioè quanto materialmente erogato dall'università (alcuni atenei ricomprendono nel monte-crediti anche un tempo, convenzionalmente fissato, dedicato alle prove di valutazione intermedie e/o finali).
I crediti formativi possono essere acquisiti non solo sostenendo gli esami, ma anche con esperienze professionali e/o lavorativo; ogni dipartimento universitario può determinare il riconoscimento dei crediti ottenuti tramite attività lavorativa, stage o altro. In ogni caso non possono essere conseguiti più di 12 crediti derivanti da tali attività.

## Tipologie specifiche

### Specializzazioni mediche
Per quanto riguarda i medici in formazione specialistica l'impegno per CFU è pesato secondo due tipologie di attività:
- attività professionalizzanti (quelle pratiche e di tirocinio);
- attività di altro tipo.

Per le attività di tipo professionalizzante, 1 CFU equivale a 30 ore di impegno anziché 25 ore.
Questo consente di equiparare l'impegno orario settimanale dello specializzando a quello previsto per i medici a tempo pieno presso il Servizio sanitario nazionale (38 ore settimanali).
Infatti la norma prevede che almeno il 70% delle attività sia di tipo professionalizzante. Da ciò deriva che i 60 CFU annuali sono suddivisi da un minimo di 42 CFU professionalizzanti (60*0.7=42) (pari a 1260 ore annuali di impegno: 42 CFU * 30 ore/CFU = 1260 ore) e 18 CFU "ordinari" (pari a 450 ore annuali di impegno: 18 CFU * 25 ore/CFU = 450 ore), per un totale di 1710 ore annuali, fino a un massimo di 60 CFU professionalizzanti (pari a 1800 ore annuali di impegno: 60 CFU * 30 ore/CFU = 1800 ore).
Considerato che allo specializzando spettano fino a 30 giorni di congedo annuali, i giorni lavorativi annuali (su settimane lavorative di 5 giorni) sono circa 230 all'anno (365*5/7-30=230,71), pari a circa 46 settimane di 5 giorni lavorativi (230/5=46).
Pertanto ne consegue che l'impegno orario settimanale teorico dello specializzando sarebbe compreso all'incirca tra 37 e 39 ore settimanali (1710/46=37,2; 1800/46=39,1). Ovvero compreso tra 1,25-1,5 CFU circa a seconda della tipologia di attività (professionalizzante/non).

### Istituti AFAM
Le istituzioni AFAM possiedono dei crediti formativi assimilabili ai CFU denominati CFA (crediti formativi accademici), regolamentati dal DPR 8 luglio 2005, n. 212.
2. La quantità media di impegno di apprendimento, svolto in un anno da uno studente a tempo pieno, è convenzionalmente fissata in 60 crediti.
3. I decreti ministeriali determinano,  altresì,  per ciascuna scuola, la frazione dell'impegno orario complessivo che deve essere riservata allo studio personale, alle attività di laboratorio o ad altre attività formative di tipo individuale. Gli stessi decreti assegnano,  di norma,  rispetto all'impegno complessivo di ciascun credito,  alle lezioni teoriche il 30 per cento, alle attività teorico-pratiche il 50 per cento ed alle attività di laboratorio il 100 per cento.
4. I crediti corrispondenti a ciascuna attività formativa sono acquisiti dallo studente con il superamento dell'esame o di altra forma di verifica del profitto prevista dal regolamento didattico, fermo restando che la valutazione del profitto è effettuata con le modalità di cui all'articolo 10, comma 4, lettera d).
5. Il riconoscimento totale o parziale dei crediti acquisiti da uno studente, ai fini della prosecuzione degli studi in altro corso della stessa istituzione o  in altre istituzioni dell'alta formazione artistica e  musicale o  università o della formazione tecnica superiore di cui all'articolo 69 della legge 17 maggio 1999, n. 144, compete alla istituzione che accoglie lo studente, con procedure e criteri predeterminati stabiliti nel rispettivo regolamento didattico.
6. Nei regolamenti didattici possono essere previste forme di verifica periodica dei crediti acquisiti,  al fine di valutare l'attualità dei correlati contenuti conoscitivi e il numero minimo di crediti da acquisire da parte dello studente in tempi determinati, diversificati per studenti impegnati a  tempo pieno negli studi o contestualmente impegnati in attività lavorative.
7. Le istituzioni possono riconoscere come crediti, secondo criteri predeterminati nel regolamento didattico, le conoscenze e abilità professionali maturate nella specifica disciplina.
8. In prima applicazione del presente regolamento, con decreto del Ministro, sentito il CNAM, sono individuate le corrispondenze tra i crediti acquisiti nel previgente ordinamento e i crediti previsti nei nuovi corsi.»
(D.P.R. 8 luglio 2005, n. 212)